# Bryomyia producta
Bryomyia producta är en tvåvingeart som först beskrevs av Ephraim Porter Felt 1908.  Bryomyia producta ingår i släktet Bryomyia och familjen gallmyggor. Arten är reproducerande i Sverige. Inga underarter finns listade i Catalogue of Life.